# Glastron
La Glastron è uno dei primi costruttori di imbarcazioni in fibra di vetro. Venne fondata in Texas nel 1956 e acquistata dalla Genmar Holdings negli anni novanta, con la produzione spostata nel Minnesota.
La Glastron fu all'avanguardia nella costruzione e nel design di motoscafi per molti anni, rimanendo tuttora uno dei leader tra i produttori di imbarcazioni in fibra di vetro in due pezzi senza uso di legno.

## Nel cinema
I motoscafi prodotti dalla Glastron vennero usati per alcune scene del film Agente 007 - Vivi e lascia morire e Moonraker - Operazione spazio.
Il motoscafo utilizzato nella serie televisiva di Batman degli anni sessanta era stato costruito dalla Glastron.